# 祖大寿
祖 大寿（祖 大壽、そ だいじゅ、？ - 順治13年4月15日（1656年5月8日））は、明末から清初の将軍。字は復宇。

## 生涯
遼東の人。軍人家族の出身であった。妹は呉襄の後妻で呉三桂の母であった。父は遼陽副総兵として文禄・慶長の役に明軍側の将として参戦した祖承訓。
崇禎元年（1628年）、寧遠（現興城市）防衛の功により前鋒総兵官に抜擢され、錦州に駐屯した。崇禎3年（1630年）、孫承宗らと合流して永平の四城を奪回した。同年、友人の袁崇煥が崇禎帝の指示により凌遅刑に処され、悲しみ恐れおののいた。
崇禎4年1631(後金天聰5年)旧暦8月、大凌河城に拠ったところをホン･タイジ (清太宗) の軍勢に包囲された。ホン･タイジは砲弾の及ばない距離を隔てて数箇所に堡壘を築き、塹壕を掘り、城内の兵民を天からの賜わりものであるとして、交戦を避けた。後金軍の兵糧攻めにより城内は食糧も薪木も尽き、人が人を食うほどの混乱状態に陥ったことから、同年12月、祖大壽はやむなく投降する意志を伝え、無血開城した。城を包囲する後金の軍兵は六万ほどの大勢であったという。
しかし祖大壽は、まもなく逃げて錦州を固め、ホンタイジにたびたび降伏を勧められたが従わなかった。崇禎15年（1642年）、清軍に1年にわたって錦州を囲まれ、洪承疇の援軍も敗れ、城中で食人まで多発し、やむを得ず清に降った。ホンタイジは祖大寿を非難しなかった。
その後、清で総兵官に任じられ、漢軍正黄旗に属し、厚遇されたが重用はされなかった。順治13年（1656年）4月に北京で病没した。

## 登場作品
- 『碧血剣』(2007年、演：郝一平)
- 『宮廷の泪・山河の恋』(2012年、演：邢文傑)
- 『皇后の記』(2015年、演：穀雨)
- 「袁崇煥」(2018年、日本未公開、演：艾東)

## 脚註

### 典拠
1. ↑  “崇禎4年1631 8月8日/段75259”. 明實錄附錄崇禎實錄. 4. "清兵大舉圍大凌河城祖大壽"
2. ↑  “崇禎4年1631 12月2日/段75275”. 明實錄附錄崇禎實錄. 4. "進祖大壽少傅左都督大壽守大凌城被圍日久食匱援兵不赴遂以城降既而逃歸"
3. ↑  “天聰5年1631 10月28日/段1225”. 太宗文皇帝實錄. 10
4. ↑  “仁祖9年1631閏11月23日/段79062”. 朝鮮王朝實錄. 25. "上引見秋信使朴𥶇。上曰「虜中情形如何？」𥶇曰「祖大壽專任關河恢復之責，已復八大鎭。若守凌河，可以盡復廣寧、遼界，故奴兵知天兵之將守凌河，盡撤國中之兵，攻其不意。大凌河城守未完，祖將盡守禦之策，堅壁以待。奴兵分鎭於凌河城，大砲所不及處，築城、掘壕，作虛橋、設內城，外置八鎭，爲援兵結寨。諸將因請決戰，汗曰『凌河之人，天所以授我』因堅持不戰，祖將食盡，詐降而走。汗旣陷其城，不殺一人。回軍時，請臣往觀，大張兵勢，軍幾六七萬矣。」"

## 参考資料
- 『崇禎長編』
- 『清史稿』
- 『明季北略』